# Ludwik Trochimowski
Ludwik Trochimowski (ur. 1 sierpnia 1867, zm. 12 lipca 1953) – polski inżynier, jeden z twórców Huty Częstochowa, pionier elektryfikacji Częstochowy.

## Życiorys
Urodził się 1 sierpnia 1867 roku w Szaniawach k. Łukowa. Po ukończeniu szkoły powszechnej, na dalsze kształcenie wyjechał do Warszawy, gdzie w 1879 roku rozpoczął naukę w społecznym gimnazjum. W 1887 roku, po uzyskaniu świadectwa dojrzałości, wyjechał do Pragi, gdzie podjął studia na politechnice na Wydziale Mechanicznym. Uzyskawszy dyplom inżyniera mechanika o specjalności Maszyny i Urządzenia Elektryczne pozostał w Czechach, zatrudniając się w praskiej Fabryce Maszyn Elektrycznych F. Frizika, a następnie w filii w Brnie. W 1896 roku wyjechał do Moskwy, gdzie znalazł zatrudnienie, jako kierownik montażu w tamtejszej firmie specjalizującej się w budowie elektrowni. Potem pracował w Fabryce Braci Karting. W 1899 roku Trochimowskiego zatrudniła Spółka Akcyjna Towarzystwa Zakładów Metalowych L.B. Hantkego z siedzibą w Warszawie na zawiadowcę Oddziału Elektrycznego huty w budowie.
Niezależnie od działalności zawodowej Trochimowski włączył się w działalność polityczną, wstępując w 1904 roku do PPS. Cieszący się autorytetem, szanowany przez robotników i kadrę inżynierską pomagał w założeniu Stowarzyszenia Spółdzielczego w Rakowie (sklepu fabrycznego). W marcu 1906 roku, po ukazaniu się ustawy rządu carskiego, zezwalającego na zakładanie związków i stowarzyszeń powstał Związek Zawodowy Przemysłu Żelaznego, w którym Trochimowski stał się aktywnym działaczem. W 1910 roku był jednym z pięciu darczyńców na zakup gruntu pod cmentarz grzebalny w Rakowie.
Po odzyskaniu przez Polskę niepodległości w listopadzie 1918 roku został wybrany, jako bezpartyjny, do Rakowskiej Rady Robotniczej. W tym czasie grupa pracowników elektrowni i telekomunikacji w Częstochowie, z Trochimowskim na czele, powołała w dniu 23 grudnia 1918 roku Stowarzyszenie Techników. W 1919 roku, jako delegat, brał udział w I Ogólnopolskim Zjeździe Elektrotechników w Warszawie, na którym to powstało Stowarzyszenie Elektryków Polskich. W Częstochowie w 1920 roku udało się ostatecznie powołać Związek Zawodowy Techników Rzeczypospolitej Polskiej.
W 1925 roku został prezesem Komitetu Budowy Kościoła murowanego w Rakowie, aktywnie w nim uczestnicząc i pozyskując materiały budowlane od huty.
W 1928 roku założył Towarzystwo Gimnastyczne „Sokół” w Rakowie, i został wybrany jego prezesem.
Po wybuchu II wojny światowej, w roku 1940, został aresztowany, po krótkim pobycie uwolniony. Był nadal kierownikiem Oddziału Elektrycznego w hucie pod zarządem niemieckim.
W Wydziale Elektrycznym huty po wojnie Trochimowski pracował do roku 1948, po czym został przeniesiony do Działu Inwestycji, gdzie pracował aż do emerytury.
Ludwik Trochimowski zmarł 12 lipca 1953 roku i pochowano go na Cmentarzu Rakowskim. Był odznaczony Złotym Krzyżem Zasługi. Przez współcześnie mu żyjących został uznany za pioniera elektryfikacji Częstochowy oraz Zespołu Klasztornego oo. paulinów na Jasnej Górze.
W 2010 roku nazwano jego imieniem jedną z ulic Częstochowy w dzielnicy Zawodzie-Dąbie.